# Louis Gaëtan Dimier de La Brunetière
Pour les articles homonymes, voir Dimier et Brunetière.
Louis Gaëtan Dimier de La Brunetière, né le 7 janvier 1849 à Châteaudun et mort le 18 mars 1918 à Cannes, est un général français.

## Biographie
La famille Dimier de La Brunetière est une ancienne famille bourgeoise, originaire de La Chapelle-du-Noyer, dans l'actuel département d'Eure-et-Loir. Jean François Dimier (1751-1830) est notaire  à Châteaudun et son fils, Louis François Dimier (1781-1856) est avocat et juge à Chateaudun, et se fait construire le château de Corbuchet à Saint-Pellerin en 1836, commune dont il est maire.
Louis Gaëtan Dimier de La Brunetière est le fils d’Antonin Dimier de La Brunetière, maire d'Arrou de 1852 à 1871, propriétaire du château de la Brunetière, et d’Adèle Étignard de La Faulotte.
Entré à l'École militaire de Saint-Cyr en 1869, il est contraint à un congé de convalescence le 9 janvier 1870. 
Sous-lieutenant le 12 octobre de cette même année, il rejoint le 6e régiment de lanciers, reformé à Saumur à partir de l’état-major et du 5e escadron, échappés à l'encerclement de Sedan, puis, le 29 octobre, il est détaché, comme officier d’escorte, auprès du général commandant la 2e division d'infanterie du 16e Corps. 
Détaché à la division pour y faire fonction d’officier d’état-major, de novembre 1870 à mars 1872, il prend part aux opérations militaires de l'Armée de la Loire, où il se distingue par son intelligence, son bon esprit, l’application et la sûreté absolue de son caractère. 
Il participe ensuite, avec son régiment, à la lutte contre l’insurrection de la Commune, jusqu'en juin 1871.
Après une formation complémentaire à Saint-Cyr et à l'École de cavalerie de Saumur en 1872, il est promu lieutenant au 3e régiment de dragons en 1876 et est détaché comme officier d'ordonnance auprès du général Amédée de Cools, de 1877 à 1881, année où il passe capitaine au 9e régiment de dragons, comme commandant d'un escadron.
Le 24 septembre 1883, il épouse Jeanne-Amélie Grégoire Sainte-Marie. Ils seront les parents de :
- Pierre (1885-1959), saint-cyrien, chef d'escadron d'artillerie, marié à  Marguerite Saint Olive
- René (1887-1916), saint-cyrien, lieutenant de cavalerie, pilote d'aviation, mort pour la France
- Yvonne (1890), mariée au commandant Jacques de Fraguier
- Gaëtan (1893-1917), saint-cyrien, lieutenant d'aviation, mort pour la France.

Entre 1885 et 1887, il reprend ses fonctions d'officier d'ordonnance du général de Cools, inspecteur général permanent de cavalerie et chef d'état-major général de l'Armée, puis de son successeur, le général Dupetit de la Salle. 
Chef d'escadrons en 1890, il est nommé major du 5e régiment de chasseurs d'Afrique, à Mustapha (Algérie), et prend part à la campagne d'Algérie. Il est fait chevalier de la Légion d'honneur en 1892.
En 1893, il devient commandant d'un demi-régiment au 9e régiment de cuirassiers, puis au 28e régiment de dragons.
Promu lieutenant-colonel en 1897, au 11e régiment de cuirassiers, puis, colonel en 1900, il reçoit le commandement du 6e régiment de chasseurs à cheval. Il est fait officier de la Légion d'honneur en 1902.
Le 27 septembre 1906, promu au grade de général de brigade, il prend le commandement de la brigade de cavalerie du 15e Corps d'Armée, puis de celle du 9e corps d'armée.
À sa demande, il est mis en disponibilité le 14 juin 1910 et placé dans la section de réserve le 7 janvier 1911.
Rappelé le 2 août 1914, il prend le commandement des dépôts de cavalerie de Lyon.

## Décorations
- Officier de la Légion d'Honneur
- Médaille commémorative de la guerre 1870-1871